# Kevin Yarbrough
Kevin Yarbrough ist ein US-amerikanischer Schauspieler.

## Leben
Yarbrough besuchte von 1981 bis 1984 das Santa Monica College. 1993 spielte er am Theater der Loyola Marymount University. Drei Jahre später gab er in Limp Fangs sein Schauspieldebüt. Anfang der 2000er Jahre folgten in den Filmproduktionen Plastic Boy and the Jokers und The Asstrologist: Pices jeweils kleinere Rollen. 2004 spielte er in der Fernsehserie UFO Files eine Episodenrolle. Ab 2010 war er regelmäßig in Filmproduktionen des Filmstudios The Asylum zu sehen, wie 2010 im Tierhorrorfilm Mega Shark vs. Crocosaurus, 2011 in den Filmproduktionen Eiszeit – New York 2012, 18 und immer (noch) Jungfrau und 11/11/11 – Das Omen kehrt zurück sowie 2012 im Katastrophenfilm Flight 23 – Air Crash. 2013 spielte er in der Filmkomödie Meet the Cleavers – Familienfeste und andere Katastrophen in der größeren Rolle des Nippy Cleaver mit. Im selben Jahr war er außerdem in der Komödie Alone for Christmas: Bone – Allein zu Haus zu sehen. 2015 spielte er letztmalig in Hänsel vs. Gretel und Avengers Grimm in The-Asylum-Filmproduktionen mit. Zuletzt war er 2018 im Kurzfilm Starbucks Lovers und im Spielfilm Revival! als Filmschauspieler zu sehen.

## Filmografie (Auswahl)
- 1996: Limp Fangs
- 2000: Plastic Boy and the Jokers
- 2001: The Asstrologist: Pices
- 2004: UFO Files (Fernsehserie, Episode 1x15)
- 2008: Kitten vs. Newborn (Fernsehserie, 2 Episoden)
- 2009: Willa Mae, the Church Lady Vampire Slayer
- 2010: Mega Shark vs. Crocosaurus
- 2011: Eiszeit – New York 2012 (2012: Ice Age)
- 2011: 18 und immer (noch) Jungfrau (Berely Legal)
- 2011: 11/11/11 – Das Omen kehrt zurück (11/11/11)
- 2011: Two de Force
- 2012: Flight 23 – Air Crash (Air Collision)
- 2012: H4
- 2012: The Undershepherd
- 2013: Meet the Cleavers – Familienfeste und andere Katastrophen (Cleaver Family Reunion)
- 2013: Zane’s the Jump Off (Fernsehserie, 6 Episoden)
- 2013: Alone for Christmas: Bone – Allein zu Haus (Alone for Christmas)
- 2015: Hänsel vs. Gretel (Hansel vs. Gretel)
- 2015: Avengers Grimm
- 2017: Circus Kane
- 2018: Starbucks Lovers (Kurzfilm)
- 2018: Revival!